# Aleksandr Nikolayevich Radchenko
Bản mẫu:Eastern Slavic name
Aleksandr Nikolayevich Radchenko (tiếng Nga: Александр Николаевич Радченко; sinh ngày 14 tháng 9 năm 1993) là một cầu thủ bóng đá người Nga. Anh thi đấu cho F.K. Khimki.

## Đời sống cá nhân
Anh là anh trai của Nikolai Radchenko.